# Friedrich Stahmann

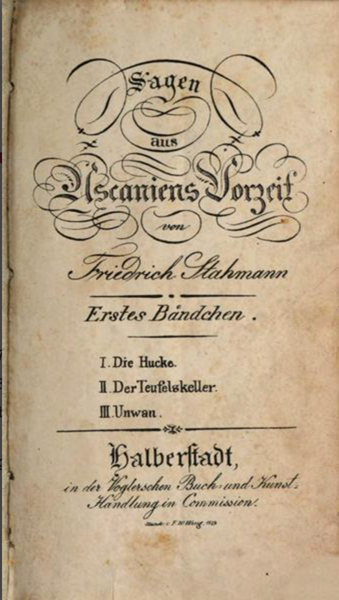
Titelbild zu den Sagen aus Ascaniens Vorzeit (1823)

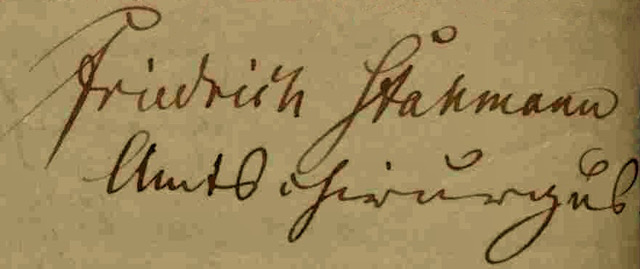

Johann Friedrich Heinrich Stahmann (* 6. Januar 1796 in Nienburg (Saale); † 30. April 1862 ebenda) war ein deutscher Chirurg und Schriftsteller der ausgehenden Romantik.

## Leben und Werk

### Herkunft
Friedrich Stahmann wurde am 6. Januar 1796 in Nienburg (Saale), damals Herzogtum Anhalt-Köthen, heute Salzlandkreis, Sachsen-Anhalt, geboren. Sein Vater Johann Heinrich Stahmann (1762–1820) stammte aus Magdeburg und arbeitete als Amtschirurg in Nienburg (Saale). Seine Mutter war Regina Dorothea, geb. Zopp (1759–1831).

### Ausbildung und Studium
Nach Abschluss des Schul- und Privatunterrichts in Nienburg erlernte er ab 1811 von seinem Vater die Chirurgie. 1815 wurde er als preußischer Lazarett-Chirurg (Befreiungskriege) zuerst in Paris, dann in Saarlouis eingesetzt. Nach Entlassung als Lazarett-Chirurg in Longwy (Frankreich) 1816 ging er nach Berlin. Dort erteilte ihm Dr. Sonnenburg in einigen medizinischen und chirurgischen Fächern Unterricht und unterwies ihn in Latein und Altgriechisch.
In der Zeit von 1819 bis 1821 studierte Friedrich Stahmann Medizin an der Friedrich-Wilhelm-Universität in Berlin.
Er heiratete 1823 Charlotte Frey, Tochter des Unterförsters Wilhelm Frey und seiner Ehefrau, geb. Heinrich. Aus der Ehe stammen neun Kinder.

### Chirurg und Schriftsteller
Nach Abschluss seines Medizin-Studiums arbeitete er als Chirurg in Nienburg. 1843 wurde Friedrich Stahmann zum Amtschirurgen im Amtsbezirk Nienburg ernannt. In der Folge hatte er auch die Funktionen Armenchirurg, Armenpfleger und Kreisgerichts-Wundarzt inne und war Mitglied des Gemeinderates der Stadt Nienburg.
Bedeutende Ereignisse seiner Heimatstadt begleitete er als Chronist, so den Einsturz der Kettenbrücke im Jahre 1825 und die Fertigstellung des Altenburger Dammes 1849.
Beim Einsturz der Nienburger Kettenbrücke am 6. Dezember 1825, einer der größten Katastrophen, die sich in Anhalt des 19. Jahrhunderts ereignete und bei der 252 Personen hinuntergerissen wurden und 55 von ihnen umkamen, war Friedrich Stahmann an der Rettung von Opfern aus der Saale beteiligt und bemühte sich in den folgenden Tagen oft bis zur Erschöpfung um die Verwundeten.
Friedrich Stahmann gehörte als Ordentliches Mitglied dem „Norddeutschen Chirurgen-Verein für Medicin, Chirurgie und Geburtshülfe“ an und publizierte in der Zeitschrift des Vereins.
Er starb am 30. April 1862 in Nienburg.

## Werke (Auswahl)
Friedrich Stahmann hat ein breitgefächertes schriftstellerisches Erbe hinterlassen. Es umfasst mit über 60 Werken insbesondere folgende Themenschwerpunkte:
- Historische Romane und Erzählungen, die hauptsächlich der Ritter-, Räuber- und Schauerromantik zuzurechnen sind,
- Sagen und Novellen aus seiner Heimat Anhalt,
- Parapsychologie,
- Medizin und
- Populärmedizinische Schriften

Er war ein vielgelesener Autor der ausgehenden Romantik. In Österreich waren 18 seiner Werke bis Mitte des 19. Jahrhunderts verboten.
Etliche seiner Werke erfreuten sich während des 19. Jahrhunderts großer Beliebtheit und wurden wiederholt neu aufgelegt.
Seine Werke befinden sich in 43 Universitätsbibliotheken in Deutschland, aber auch in Großbritannien, Spanien, der Schweiz, Frankreich, Polen, Dänemark, den Niederlanden, in Schweden, Ungarn, Russland, Kanada, den USA (53 Universitätsbibliotheken), in Mexiko, Australien und Neuseeland. Einige seiner Bücher wurden in den letzten Jahren digitalisiert und stehen als kostenlose E-Books zur Verfügung. Von ihm gesammelte und veröffentlichte Sagen finden immer wieder Eingang in neuere Veröffentlichungen zur Heimatkunde Anhalts.

### Historische Romane und Erzählungen
- Don Ballaisteros, Gustav Mey (1822)
- Der Eremit in den Todtenhöhlen von Aegypten (1824)
- Das Altarbild in der Waldkapelle und Die Waldhütte in den Apenninen (1826)
- Das Felsenschloß am Meere (1837)
- Die Norna (1838)
- Die Schlacht bei Hohenfriedberg (1839)
- Das Raubschloß von Pfuhle (1840)
- Abenteuer und Liebschaften August des Starken… (1840)

### Sagen und Novellen
- Sagen aus Askaniens Vorzeit (1823)
- Der Schauerthurm im Teufelsgrunde (1828)
- Sagenkreis des Alterthums (1829)
- Der Teufelskeller am schwarzen Sumpf (1829)
- Die Geister-Nacht auf Zackenhausen (1831)
- Der Seekönig Ulf und sein Heldenstamm (1831)
- Drei Nächte aus dem Leben der Königin Anna von Oestreich (1838)
- Anhalt's Sagen, Märchen und Legenden. Gesammelt und Herausgegeben von Friedrich Stahmann und Ludwig Züllich. Gröning, Bernburg (1844)
- Askania (1845)

### Parapsychologische Werke
- Es giebt Ahnungen (1821)
- Ahnungen aus der Geisterwelt (1834)
- Ahnungen, merkwürdige Träume… (1836)
- Seherblicke in die Geisterwelt (1839)

### Medizinische Schriften
- Lehrbegriff des Wissenswürdigsten der Anatomie und Chirurgie (1826)
- Die Furcht und ihre Geschwister (1832)
- Die blaue Blatter (1840)
- Krankheit und Heilung der Pollutionen beiderlei Geschlechts (1843)
- Der Mensch und sein Geschlecht (1843)
- Die Kopfschmerzen, ihre schnelle Linderung … (1843)
- Hülfsbuch für Männer, welche an Schwäche… (1850)
- Krankheitslehre und Heilart der Geschlechts-Verirrungen (1855)

### Populärmedizinische Abhandlungen
- Die zuverlässigsten und billigsten Mittel gegen Gicht… (1827)
- Die bewährtesten Mittel gegen alle Fehler des Magens… (1835)
- Cigarre, Pfeife und Dose (1852)
- Der Heilgehülfe (1853)

## Sekundärliteratur
- Adolph Carl Peter Callisen: Medicinisches Schriftsteller-Lexicon der jetzt lebenden Ärzte, Wundärzte, Geburtshelfer, Apotheker und Naturforscher aller gebildeten Völker. Bd. 18, Harald Fischer Verlag, Erlangen 1994, ISBN 3-89131-186-9, S. 409–410.
- Karl Goedecke: Grundriss zur Geschichte der deutschen Dichtung aus den Quellen, Bd. 3,  Walter de Gruyter GmbH, Berlin, 2011, ISBN 978-3-05-005217-5, S. 734.
- Projekt Historischer Roman Datenbank. Institut für Germanistik der Universität Innsbruck, Innsbruck. Erschienen 1991–1997
- Ernst Jünger: Sämtliche Werke 7 Tagebücher VII Strahlungen VI Strahlungen VII Siebzig verweht IV Siebzig verweht V. Klett-Cotta, Stuttgart, S. 464–467.
- Andreas Gottfried Schmidt (Autor/Hrsg.): Anhalt´sches Schriftsteller-Lexikon, oder historisch-literarische Nachrichten über Schriftsteller, welche in Anhalt geboren sind oder gewirkt haben; aus den letzten 3 Jahrhunderten gesammelt und bis auf unsere Zeiten fortgeführt; nebst einem Anhange. Bernburg: Gröning, 1830, S. 408–410, BSB-Katalog BV 00154184
- Fr. Nork: Das geheimnisvolle Walten des Schicksals und der Natur. Bern, 1848, Google Books, https://books.google.de, digitalisiert 13. Oktober 2009, Original von Columbia University
- Norbert Bachleitner: Die literarische Zensur in Österreich von 1751 bis 1848. Böhlau Verlag Wien 2017, ISBN 978-3-205-20502-9, S. 167.